# Император в августе
«Император в августе» (яп. 日本のいちばん長い日 нихон но итибан нагаи хи, «Самый длинный день Японии»; в зарубежном прокате — англ. The Emperor in August) — историческая драма Масато Харады, снятая и выпущенная в прокат в 2015 году. Главные роли исполнили Кодзи Якусё, Масахиро Мотоки, Синъити Цуцуми и Тори Мацудзака. Фильм является расширенным ремейком картины «Самый длинный день Японии» (яп. 日本のいちばん長い日) режиссёра Кихати Окамото, посвященного событиям 14 и 15 августа 1945 года, когда император Хирохито принял решение о капитуляции Японии во Второй мировой войне.
«Император в августе» вызвал неоднозначную реакцию кинокритиков: с одной стороны, обозреватели положительно отмечали мастерство режиссёра, актёрского состава и съемочной группы, детально воссозданную атмосферу Японии 1945 года, а с другой — подвергли критике гуманизированное изображение исторических лиц, а также снятие с высшего руководства Японии ответственности в развязывании Второй мировой войны.
Фильм получил десять номинаций на Премию Японской киноакадемии, а также был удостоен наград «Голубой ленты» и «Майнити».

## Сюжет
Фильм воссоздает цепь исторический событий с апреля по 15 августа 1945 года, определивших дальнейшую судьбу Японии: последние месяцы командования вооруженными силами Императорской Японии и военным советом под руководством Хирохито в период перед капитуляцией Японии во Второй мировой войне, пребывание Кантаро Судзуки на посту премьер-министра и последние месяцы работы в должности военного министра Корэтики Анами, бомбардировка союзниками Токио, подготовка к операции «Кэцуго», реакция руководства на Потсдамскую декларацию и атомные бомбардировки Хиросимы и Нагасаки, а также неудавшийся военный переворот, призванный сорвать капитуляцию Японии.

## В ролях
| Актёр           | Роль                                                    |
| --------------- | ------------------------------------------------------- |
| Кодзи Якусё     | военный министр Японии Корэтики Анами                   |
| Масахиро Мотоки | император Сёва                                          |
| Цутому Ямадзаки | премьер-министр Японии Кантаро Судзуки                  |
| Томоко Табата   | главный секретарь кабинета министров Хисацунэ Сакомидзу |
| Тори Мацудзака  | майор армии Кэндзи Хатанака                             |

## Критика
«Император в августе» получил в неоднозначные оценки критиков. Обозреватели отмечали детальное воссоздание эпохи, отраженной в фильме, «тонкую» режиссёрскую работу, внимание к фактической основе сюжета. При этом в качестве недостатков картины в рецензиях выделяли недостаточный психологизм, что делает фильм больше похожим на историческую реконструкцию, а также подвергли критике одномерность отдельных персонажей, недостаточное обращение к милитаризму и недосказанность относительно участия и вины высшего руководства Японии в развязывании Второй мировой войны. Так, Эдмунд Ли из South China Morning Post отметил, что фильм следует модной тенденции «к объективности в политических драмах», но при этом является чрезмерно отстраненным рассказом о событиях, предшествующих капитуляции Японии.

## Награды и номинации
| Премия                                  | Год  | Категория                                           | Результат |
| --------------------------------------- | ---- | --------------------------------------------------- | --------- |
| Премия Японской киноакадемии            | 2016 | Лучший актёр второго плана (Масахиро Мотоки)        | Победа    |
| Премия Японской киноакадемии            | 2016 | Лучший фильм                                        | Номинация |
| Премия Японской киноакадемии            | 2016 | Лучший актёр (Кодзи Якусё)                          | Номинация |
| Премия Японской киноакадемии            | 2016 | Лучший режиссёр (Масато Харада)                     | Номинация |
| Премия Японской киноакадемии            | 2016 | Лучший сценарий (Масато Харада)                     | Номинация |
| Премия Японской киноакадемии            | 2016 | Лучшая работа оператора (Такахидэ Сибануси)         | Номинация |
| Премия Японской киноакадемии            | 2016 | Лучшая работа художника-постановщика (Тэцуо Харада) | Номинация |
| Премия Японской киноакадемии            | 2016 | Лучший звук (Ясумаса Тэруй, Масато Яно)             | Номинация |
| Премия Японской киноакадемии            | 2016 | Лучший монтаж (Юджин Харада)                        | Номинация |
| Премия Японской киноакадемии            | 2016 | Лучшее музыкальное сопровождение (Харуми Фууки)     | Номинация |
| Премия Японской киноакадемии            | 2016 | Лучшее освещение (Такааки Мияниси)                  | Номинация |
| Премия «Майнити»                        | 2016 | Лучшая работа художника-постановщика (Тэцуо Харада) | Победа    |
| Премия «Голубая лента»                  | 2016 | Лучшее фильм                                        | Победа    |
| Кинопремия Ассоциации кинокритиков Азии | 2016 | Лучший актёр (Кодзи Якусё)                          | Победа    |
| Кинопремия Ассоциации кинокритиков Азии | 2016 | Лучший актёр второго плана (Масахиро Мотоки)        | Победа    |